# Tovar
Tovar es una ciudad venezolana, capital del municipio homónimo del estado de Mérida. Está ubicada al suroeste del estado, en la subregión del Valle del Mocotíes, a una altitud de 1.400 metros. Su temperatura promedio es de 17 °C y cuenta con una población de 48.395 habitantes, según el Instituto Nacional de Estadística. Es la cuarta ciudad más grande del estado y, junto con los municipios vecinos, forma una conurbación de más de 100.000 habitantes, lo que la convierte en la tercera área metropolitana del estado

## Historia

### La colonia
La historia de Tovar se remonta desde el siglo XVI, ya que existen registros de 1558 que revelan el encuentro de los españoles con los aborígenes de la zona. En ese lugar se encontraban las tribus precolombinas sedentarias Bailadores, Mocotíes y Guaraquees, de la cultura Timoto-cuica, la más evolucionada en el territorio de Venezuela. Está tribu estableció sistemas de riego, terrazas, canales y silos. Fue en ese año, el 1 de noviembre de 1558, cuando Francisco Montoya, un acompañante de Juan Rodríguez Suárez, se convirtió en el primer encomendero de los indios Mocotíes, tras recibir una inmensa franja de territorio que incluía Acequias (cerca de Mérida), Mocotíes y se aproximaba a La Grita. Sin embargo, Montoya no se caracterizó como fundador de pueblos, sino como un labriego.
Dos siglos más tarde, tras la llegada de Fray José Ceballos Obregón del Convento Franciscano de La Grita, se funda el 8 de septiembre de 1709 la Comunidad Indígena "Nuestra Señora de Regla de Bailadores", y sería el propio Ceballos Obregón quien se ocuparía de recoger a los indios esparcidos por la zona, para enseñarles la Fe Cristiana.
Luego de la construcción de la iglesia, se crea la Parroquia Eclesiástica de Nuestra Señora de Regla en noviembre de 1791. En este momento, tanto el pueblo como la parroquia religiosa tuvieron idéntica denominación, hasta 1810, cuando el Pueblo de Nuestra Señora de Regla pasó a llamarse Parroquia de Bailadores, dentro del Cantón Bailadores, con sede en la Villa de Bailadores.

### Siglo XIX
El 19 de abril de 1850, mediante decreto legislativo se crea a la Villa de Tovar, en homenaje a Martín Tovar y Ponte, fundador de la Colonia Tovar, entidad que sustituye a la citada Parroquia Nuestra Señora de Regla, y además resuelve en trasladar la cabecera del Cantón de Bailadores a la recién creada villa, dicho Cantón estaría compuesto por las Parroquias: Villa Tovar (como cabecera), Bailadores, Zea y Guaraquee.
En 1859, mediante ordenanza emanada por la Asamblea Constituyente del Estado Mérida, se divide al Cantón de Bailadores en dos cantones: Páez conformado por Bailadores y Guaraquee, y Tovar conformado por Tovar y Zea. Luego, en 1868, la Asamblea Constituyente del Estado Mérida divide a éste estado en siete departamentos, dando origen al "Departamento de Tovar" siendo este la 4.ª entidad y estaría constituido por Tovar, Zea y Mora (hoy Santa Cruz de Mora).
El 28 de abril de 1894, el denominado el gran terremoto de Los Andes Venezolanos, ocasionó la ruina de Tovar, Santa Cruz de Mora, Mérida y Zea, así como daños considerables en Mesa Bolívar, San Cristóbal, Guaraquee y otros pueblos. Daños importantes en instalaciones del ferrocarril.

### Batalla de Tovar

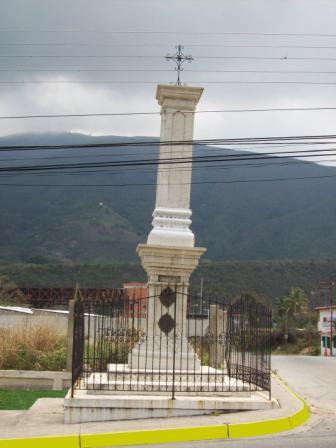
Monumento a los Tovareños que lucharon en la batalla de Tovar durante la Revolución Restauradora (1899)

El 6 de agosto de 1899 ocurre el hecho histórico militar más importante para este pueblo con un total de 83 muertos y 135 heridos.
Se peleó en los sitios denominados “El Arado”, “La Mesa de los Limones”, “El Alto de la Cruz “, ”El Volcán“ y “La Quinta”. En la mañana de ese domingo, se enfrentaron las tropas del gobierno que presidía Ignacio Andrade, al mando de los generales Rafael González Pacheco y el general y Jefe del Estado Mayor Giuseppe Garbi Miliani, esto con el fin de frenar la avanzada de los tachirenses y el "batallón Tovar" al mando del general José Maria Méndez.
En el conflicto, el General Méndez resultó muerto casi al inicio del combate, pero las tropas bajo su comando cumplieron con su promesa hecha al General Cipriano Castro, de entregarle a Tovar al Jefe de la Revolución Restauradora. En medio de los enfrentamientos, se incorpora el "batallón Mérida" que estaba conformado por gente del Páramo, Mérida, y Ejido, comandadas por el General Tomás Pino. Después de la batalla de Tovar, ambos batallones forman la "División Mérida" bajo la dirección del General Tomás Pino. 
Entre los caídos en batalla estuvo también el viejo general italiano Giuseppe Garbi Miliani quien muere tras cubrir la retirada de su superior el General Rafael González Pacheco.

### Siglo XX
El Distrito Tovar, según la Ley de División Territorial, abarcaba los municipios: Tovar, Zea, Mora y Mesa Bolívar; esto permitiría que el entonces ayuntamiento municipal tuviera el control político y administrativo desde su capital, Tovar, sobre lo que hoy pertenece a los municipios. Zea, Antonio Pinto Salinas y Alberto Adriani, lo que en términos geográficos se traducía en administrar además de la parte media y baja de la cuenca del río Mocoties, la tierra llana que se extiende entre los ríos Escalante y Chama, comprendiendo el total de más de mil trescientos kilómetros cuadrados.
El 20 de junio de 1955, la Asamblea Legislativa del Estado declara jurídicamente el Municipio Alberto Adriani, el cual continuaría siendo parte del Distrito Tovar junto a los municipios ya establecidos. Para el censo de 1961, la figura del distrito Tovar estaría compuesta por los municipios: Alberto Adriani, Mesa Bolívar, Mora, Zea y Tovar.
El 27 de noviembre de 1965, se crea el Distrito Alberto Adriani, cuya capital sería la ciudad de El Vigía, al cual se le anexó, en 1967, la parroquia Gabriel Picón González, conformado por los predios de La Palmita, lo cual dejaría compuesto al Distrito Tovar de los municipios: Mesa Bolívar, Mora, Zea y Tovar.
En 1977 se creó el Distrito Antonio Pinto Salinas, conformado por los municipios Mora y Mesa Bolívar, lo cual redujo al Distrito Tovar a los municipios: Zea y Tovar, esto daría origen al Municipio Autónomo Tovar, conformado así hasta 1992, cuando por decreto del Consejo Legislativo Regional del Estado Mérida se declarara la segregación del Municipio Tovar en dos Municipios Autónomos, Tovar: conformado por las parroquias Tovar, El Llano, San Francisco y El Amparo, y Zea: conformado por las parroquias Zea y Caño El Tigre.
Para el 30 de julio de 2017, se reportó al menos un muerto en esta localidad del estado, mientras se realizaban las elecciones a la Asamblea Nacional Constituyente.

## Clima
Tovar posee un clima tropical  con temperaturas moderadas debido a la situación geográfica de esta ciudad dentro de la cordillera andina y a su gran altitud. En las zonas altas y montañas circundantes, por encima de los metros de altura, el clima es templado de montaña.
| Parámetros climáticos promedio de Tovar (1.400 msnm) | Parámetros climáticos promedio de Tovar (1.400 msnm) | Parámetros climáticos promedio de Tovar (1.400 msnm) | Parámetros climáticos promedio de Tovar (1.400 msnm) | Parámetros climáticos promedio de Tovar (1.400 msnm) | Parámetros climáticos promedio de Tovar (1.400 msnm) | Parámetros climáticos promedio de Tovar (1.400 msnm) | Parámetros climáticos promedio de Tovar (1.400 msnm) | Parámetros climáticos promedio de Tovar (1.400 msnm) | Parámetros climáticos promedio de Tovar (1.400 msnm) | Parámetros climáticos promedio de Tovar (1.400 msnm) | Parámetros climáticos promedio de Tovar (1.400 msnm) | Parámetros climáticos promedio de Tovar (1.400 msnm) | Parámetros climáticos promedio de Tovar (1.400 msnm) |
| Mes                                                  | Ene.                                                 | Feb.                                                 | Mar.                                                 | Abr.                                                 | May.                                                 | Jun.                                                 | Jul.                                                 | Ago.                                                 | Sep.                                                 | Oct.                                                 | Nov.                                                 | Dic.                                                 | Anual                                                |
| ---------------------------------------------------- | ---------------------------------------------------- | ---------------------------------------------------- | ---------------------------------------------------- | ---------------------------------------------------- | ---------------------------------------------------- | ---------------------------------------------------- | ---------------------------------------------------- | ---------------------------------------------------- | ---------------------------------------------------- | ---------------------------------------------------- | ---------------------------------------------------- | ---------------------------------------------------- | ---------------------------------------------------- |
| Temp. máx. abs. (°C)                                 | 22.7                                                 | 23.1                                                 | 24.6                                                 | 24.5                                                 | 25.1                                                 | 26.0                                                 | 27.9                                                 | 27.8                                                 | 24.3                                                 | 24.2                                                 | 23.2                                                 | 21.5                                                 | 25.4                                                 |
| Temp. máx. media (°C)                                | 19.2                                                 | 20.7                                                 | 20.9                                                 | 20.7                                                 | 20.9                                                 | 21.7                                                 | 21.0                                                 | 21.3                                                 | 20.2                                                 | 20.4                                                 | 19.0                                                 | 18.9                                                 | 21.7                                                 |
| Temp. media (°C)                                     | 13.8                                                 | 14.4                                                 | 15.0                                                 | 16.2                                                 | 16.5                                                 | 17.2                                                 | 17.0                                                 | 17.3                                                 | 16.4                                                 | 15.0                                                 | 14.5                                                 | 13.5                                                 | 16.6                                                 |
| Temp. mín. media (°C)                                | 11.1                                                 | 12.4                                                 | 12.6                                                 | 14.1                                                 | 14.2                                                 | 14.0                                                 | 15.5                                                 | 15.6                                                 | 12.7                                                 | 13.7                                                 | 12.4                                                 | 11.6                                                 | 13.6                                                 |
| Temp. mín. abs. (°C)                                 | 5.1                                                  | 5.7                                                  | 7.6                                                  | 7.6                                                  | 7.7                                                  | 8.5                                                  | 10.4                                                 | 9.6                                                  | 7.7                                                  | 6.1                                                  | 5.1                                                  | 5.0                                                  | 8.4                                                  |
| Lluvias (mm)                                         | 40                                                   | 48                                                   | 63                                                   | 177                                                  | 236                                                  | 164                                                  | 119                                                  | 152                                                  | 229                                                  | 283                                                  | 195                                                  | 79                                                   | 1785                                                 |
| Humedad relativa (%)                                 | 71.5                                                 | 71.0                                                 | 72.0                                                 | 75.5                                                 | 76.0                                                 | 76.0                                                 | 74.0                                                 | 73.5                                                 | 73.5                                                 | 76.0                                                 | 76.5                                                 | 73.5                                                 | 74.1                                                 |
| Fuente n.º 1: weatherbase.com                        |                                                      |                                                      |                                                      |                                                      |                                                      |                                                      |                                                      |                                                      |                                                      |                                                      |                                                      |                                                      |                                                      |
| Fuente n.º 2: climate-charts.com                     |                                                      |                                                      |                                                      |                                                      |                                                      |                                                      |                                                      |                                                      |                                                      |                                                      |                                                      |                                                      |                                                      |

Aunque la polución ha generado un aumento en la temperatura, ésta se ha mantenido más baja (en términos relativos) que en las otras ciudades importantes del país, con registros que oscilan entre los 18 °C y los 24 °C, determinando un promedio general de 18,9 °C. Las precipitaciones son de intensidad media durante las épocas de lluvia, desde el mes de abril hasta el mes de noviembre. La temperatura de la ciudad varía de norte a sur según la altitud. El sur de la ciudad se encuentra más alto, entre 1000 msnm y 1600 msnm, manteniendo una temperatura promedio de 18 °C. El norte posee un clima más cálido por encontrarse a unos 958 metros sobre el nivel del mar, teniendo una temperatura promedio de 24 °C.
Venezuela se sitúa en una zona intertropical, por lo que la amplitud térmica interanual (tomando valores en el curso de un mismo año) es poco significativa. Lo mismo es atribuible a Tovar que, durante el mes de agosto, suele registrar temperaturas comparables a las que pueden medirse, bajo condiciones análogas, a pleno día en el mes de enero.

## Conurbación de Tovar
La Ciudad de Tovar propiamente dicha está constituida por las parroquias Tovar, El Llano y San Francisco del Municipio Tovar, sin embargo, debido al crecimiento poblacional de los últimos años (2002-2011), esta urbe se ha expandido hasta abarcar los territorios de la Parroquia El Amparo (Municipio Tovar) y la Parroquia Gerónimo Maldonado (Municipio Rivas Dávila) conformando lo que llamamos Ciudad de Tovar o Conurbación de Tovar; pero gracias a la dependencia económica, política e institucional que posee esta urbe podemos hablar de otra conurbación aún mayor denominada Zona del Mocotíes formada por los principales centros poblacionales: pueblos, villas y aldeas de los municipios Tovar, Rivas Dávila, Antonio Pinto Salinas, Zea y Guaraque, una conurbación económicamente activa que cada vez más estrecha sus fronteras intermunicipales, lo cual nos lleva a pensar en la conformación de una imponente Conurbación del Mocotíes con influencia en poblaciones de los Pueblos del Sur del estado Mérida así como pueblos de montaña norte del estado Táchira como La Grita y Pregonero.

### División Político-territorial
La Ciudad Tovar la constituyen 4 parroquias en su totalidad:
- 1 Parroquia Urbana (El Llano)

- 2 Parroquias Urbano-Rurales (Tovar, San Francisco)

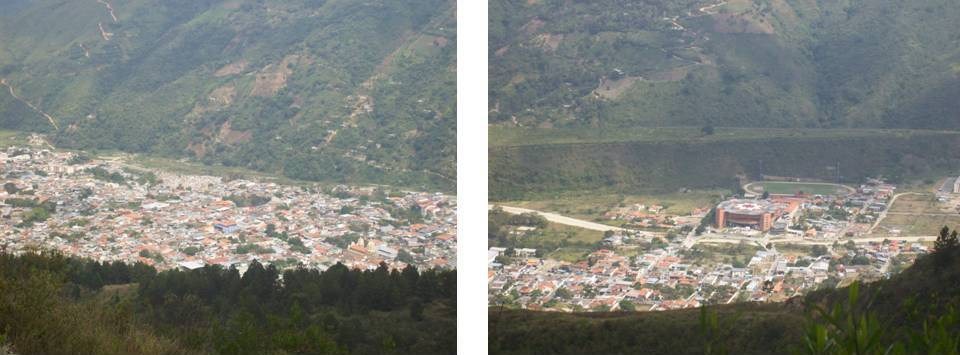
Derecha: Sector Centro y Zona Baja. izquierda: Sector Llano Bajo. Vista de Tovar desde el Páramo. fotos tomadas en 2008 el crecimiento poblacional no se puede observar en esta imagen

- 1 Parroquia Rural (El Amparo)

#### Parroquia Tovar
Es la parroquia más antigua y la mayor en extensión del municipio Tovar, con 18.151 habitantes aproximadamente según el INE para el 2024.Posee un carácter parcialmente urbano; en ella se erige el centro de la ciudad, el cual es económicamente activo con abundante comercio formal e informal que incluye la Plaza Bolívar Principal, el Santuario Diocesano a la Virgen de Regla, el Centro Cultural "Elbano Méndez Osuna", el Destacamento de la Guardia Nacional Bolivariana, el Ayuntamiento Municipal, La Sede Central del C.I.C.P.C.. Alrededor de este centro se encuentran los diferentes urbanismos y barrios de esta urbe, formados por los caseríos más antiguos, pequeños edificios y barrios no planificados donde lo colonial, lo moderno y lo contemporáneo se mezclan entre sí. El casco urbano de esta parroquia está conformado por 3 grandes sectores: El Corozo, El Añil y Sabaneta, los cuales están conformados por barrios y urbanizaciones como: San Martín, La Gruta, La Vega, Alberto Carnevali, Gumersindo Rojas, Bicentenario, Monseñor Moreno, Quebrada Blanca, Santa Elena, El Puente, Las Acacias, Villa Dignidad, El Arado, Brisas del Mocotíes, Wilfrido Omaña y El Boullevard, entre otras. A las afueras del casco urbano se encuentran las aldeas de Buscatera, Palo Cruz, Santa Bárbara, La Jabonera, Cucuchica, El Peñoncito, El Peñón, San Diego, El Cácique, Villa Socorro, El Totumal, La Armenia, San Pedro, San Rafael, Siloé y Pata de Gallina, todas estas con una distribución geográfica distante una de la otra, pero que en conjunto conforman una pequeña conurbación en donde las aldeas de El Peñón-San Diego sobresalen como cabecera por mayor población. En esta parroquia se encuentran la Avenida Perimetral o Cipriano Castro, Av. Bolívar, Av. Claudio Vivas, Av. Cristóbal Mendoza y Av. Domingo Alberto Rangel, esta última compartida con la parroquia El Llano.

#### Parroquia El Llano

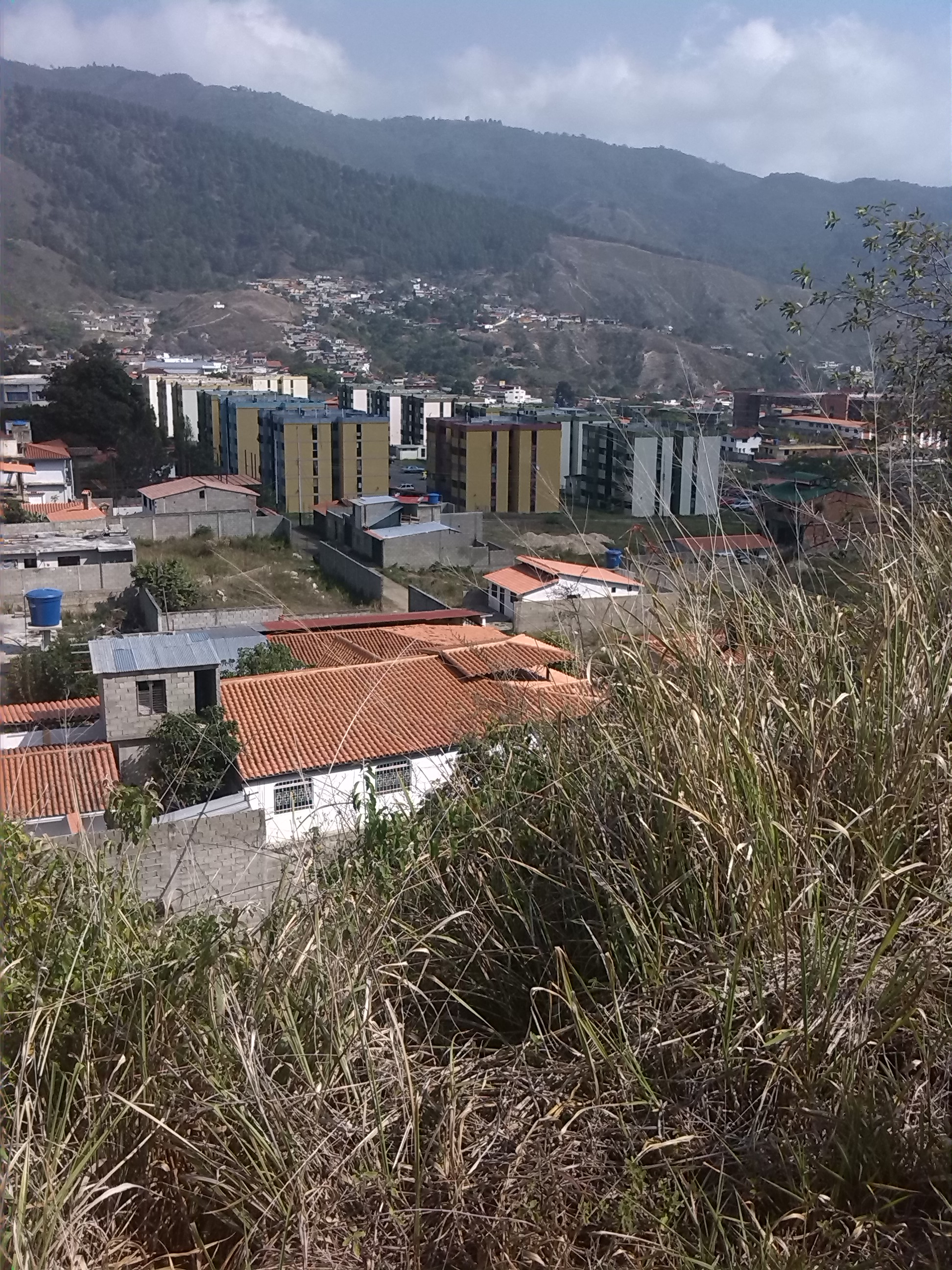
Vista hacia la Urb. Vista Alegre en la Parroquia El Llano

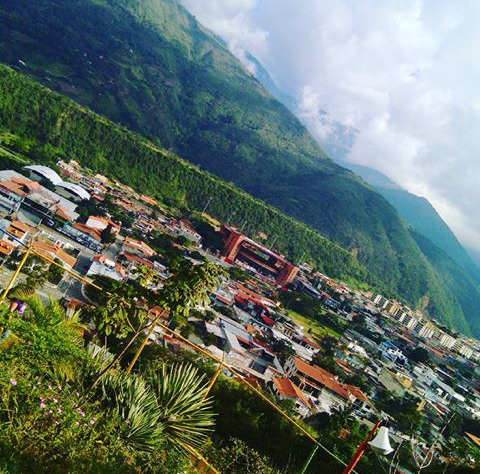
Vista de la parroquia el Llano desde el parque de las colinas.

Es la segunda parroquia más grande del Municipio con 16.280 habitantes aproximadamente; tiene carácter urbano y forma parte del casco de la Ciudad, constituida por dos grandes sectores, Llano Alto y Llano Bajo donde se encuentran urbanizaciones como Cristo Rey, Jesús Obrero, El Coliseo, La Galera, Alta Vista, Rosa Inés, El Naranjal, El Reencuentro, Gian Domenico Pulitti, Llano Alto, Los Educadores, San José, Mocotíes, Residencias El Llano y Residencias Simón Rodríguez, así como grandes barrios, entre los cuales están: El Rosal, Quebrada Arriba, Los Naranjos, Las Colinas, Los Limones, La Lagunita, El Chimborazo, Vista Alegre, 17 de julio y El Volcán, esto la caracteriza como una parroquia residencial y no tan comercial como la Parroquia Tovar, aunque en ella se dan importantes actividades como el deporte, la educación, la salud, la industria automotriz y la seguridad ciudadana, esta última por encontrarse la sede del Grupo Antiextorsión y Secuestro de la Guardia Nacional Bolivariana, y la sub-sede del C.I.C.P.C.. En esta parroquia se encuentran la Avenida Táchira, Av. Johan Santana, Av. Monseñor Humberto Paparoni y Av. Domingo Alberto Rangel, esta última compartida con la parroquia Tovar.

#### Parroquia San Francisco
Es una entidad urbana y rural a la vez; ella constituye una pequeña parte del casco urbano de la Ciudad de Tovar, como lo son los sectores Tacarica, Urb. Los Educadores y El Samán. Sin embargo, su principal asentamiento es la población de San Francisco, la cual se encuentra a 10 minutos de la capital del municipio. Cuenta con una población de 1.979 habitantes para el año 2024, es un sector netamente agrícola en el cual se cultivan diferentes rubros alimenticios (lo cual le confiere su carácter agrícola), aunque su principal y más importante producto es el típico "Chimó". También lo forman las aldeas de La Puerta y El Carrizal.

#### Parroquia El Amparo
El Amparo es una parroquia poseyendo una cantidad poblacional de 2.045 habitantes según el censo de 2013, siendo esta la tercera parroquia más importante del municipio, después de las parroquias Tovar y El Llano, en esta parroquia se encuentra una gran parte del Parque nacional General Juan Pablo Peñaloza el cual es compartido con el municipio vecino de Rivas Dávila y otros Municipios del Estado Táchira, por esta razón es una parroquia muy importante para el turismo de la ciudad por tener grandes parques de recreación, Lagunas por el descongelamiento de antiguos glaciares, Miradores naturales que dan vista hacia el centro de la ciudad y Montañas de Municipios vecinos todo esto por el famoso Páramo de Mariño. El Amparo posee un carácter urbano-rural y está conformado por comunidades como: La Cañada, El Tejar, La Florida, Las Vegas, San Antonio, Mariño, El Cambur, La Honda, San Pedro, La Llorona, San Rafael, Las Cruces y El Amparo, siendo esta última la capital de dicha parroquia, formando todas estas el casco urbano noroeste de la Ciudad de Tovar.

#### Propuesta de Parroquia General José María Méndez
Desde 2009 existe una propuesta de creación de una nueva parroquia que se escindiría de la actual Parroquia Tovar, abarcando los predios rurales de esta, con cabecera en la Aldea de El Peñón, siendo este un centro poblado de igual magnitud que otros como El Amparo o San Francisco. Abarcaría aldeas como La Armenía, El Cacique, El Totumal, Villa Socorro, San Diego, El Peñocito, Cucuchica y los predios del La Jabonera.

## El Valle del Mocotíes
El Valle del Mocotíes ha sido una región importante en el desarrollo agro-turístico del estado Mérida, esto gracias a su extensa geografía comprendida por sus verdes y hermosas montañas, sus formaciones rocosas, sus cascadas, ríos y lagunas como también sus páramos, además de estos regalos de la naturaleza estas tierras poseen una cultura muy amplia en donde se funde lo clásico con lo contemporáneo siendo prueba de esto su arquitectura, su arte plástico y su folclore. Santa Cruz de Mora, Mesa Bolívar y Mesa de Las Palmas del Municipio Antonio Pinto Salinas, Bailadores y La Playa del Municipio Rivas Dávila, Tovar, San Francisco, El Amparo y El Peñón del Municipio Tovar, Zea y Caño El Tigre del Municipio Zea y la población de Guaraque del municipio Guaraque, son el ejemplo de una población llena de idiosincrasia, cultura, progreso, trabajo y respeto por sus raíces.

## Turismo

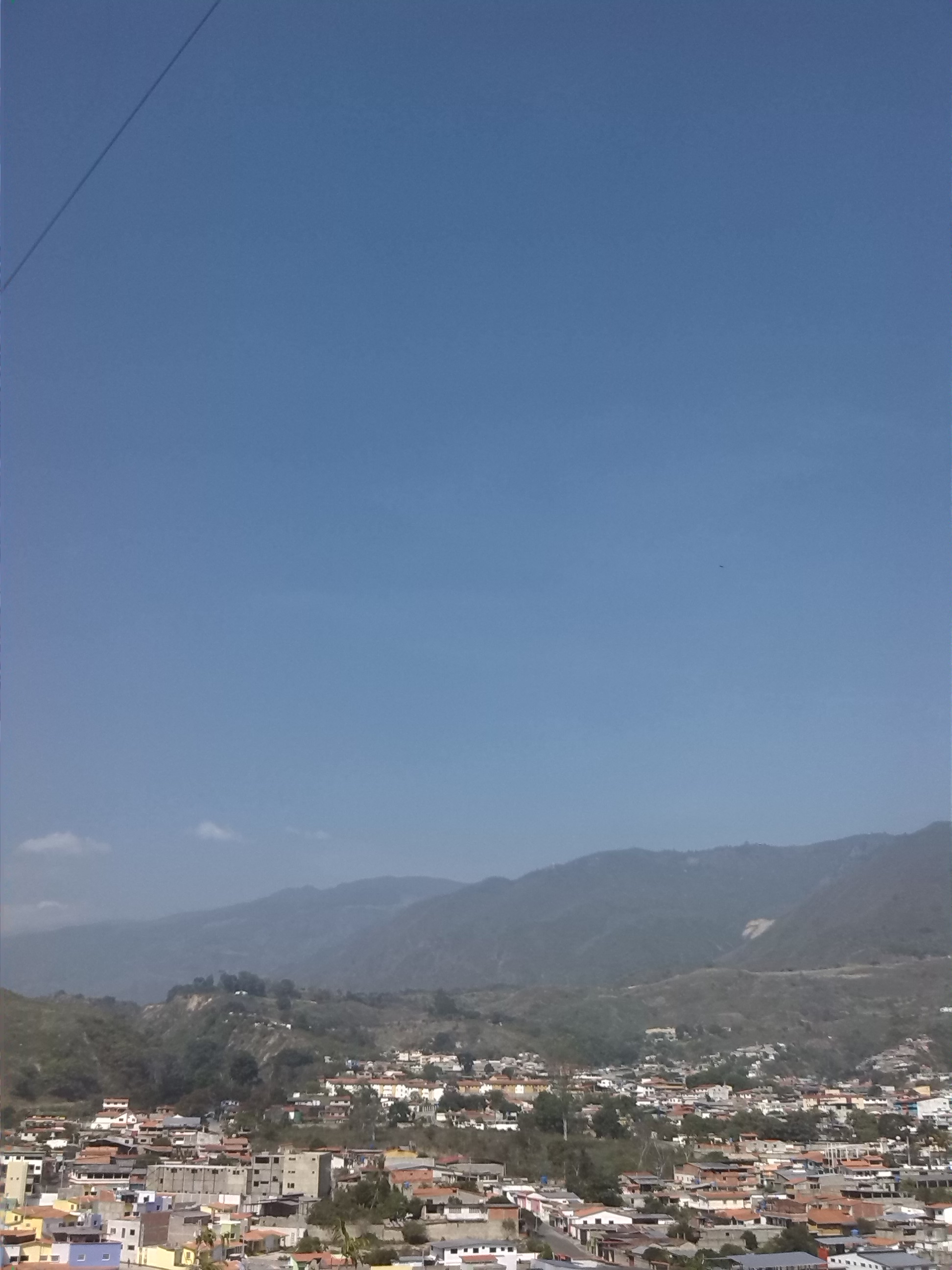
Cadena montañosa que atraviesa a la ciudad

La importancia turística del Valle del Mocotíes radica en sus atractivos naturales entre los cuales destaca la extensa cadena montañosa con características de páramos nublados, los cuales se elevan desde los 1.500 m s.n.m hasta los 3.000 m s.n.m entre las cuales se encuentra el Parque nacional General Juan Pablo Peñaloza, (Páramos El Batallón y La Negra). Tovar en particular es considerada por muchos como una parada turística por excelencia gracias a sus paisajes, arquitectura y zonas de recreación en donde se respira paz y tranquilidad, el Turismo dentro de la ciudad y en el municipio en general es controlado por el Instituto Autónomo Microfinanciero del Poder Popular para el Desarrollo Rural, Ambiental y Turístico (IMPDERAT)en concordancia con la Ruta Turística, Cultural y Endógena del Municipio Tovar, entre sus principales atractivos tenemos:

### Patrimonios naturales

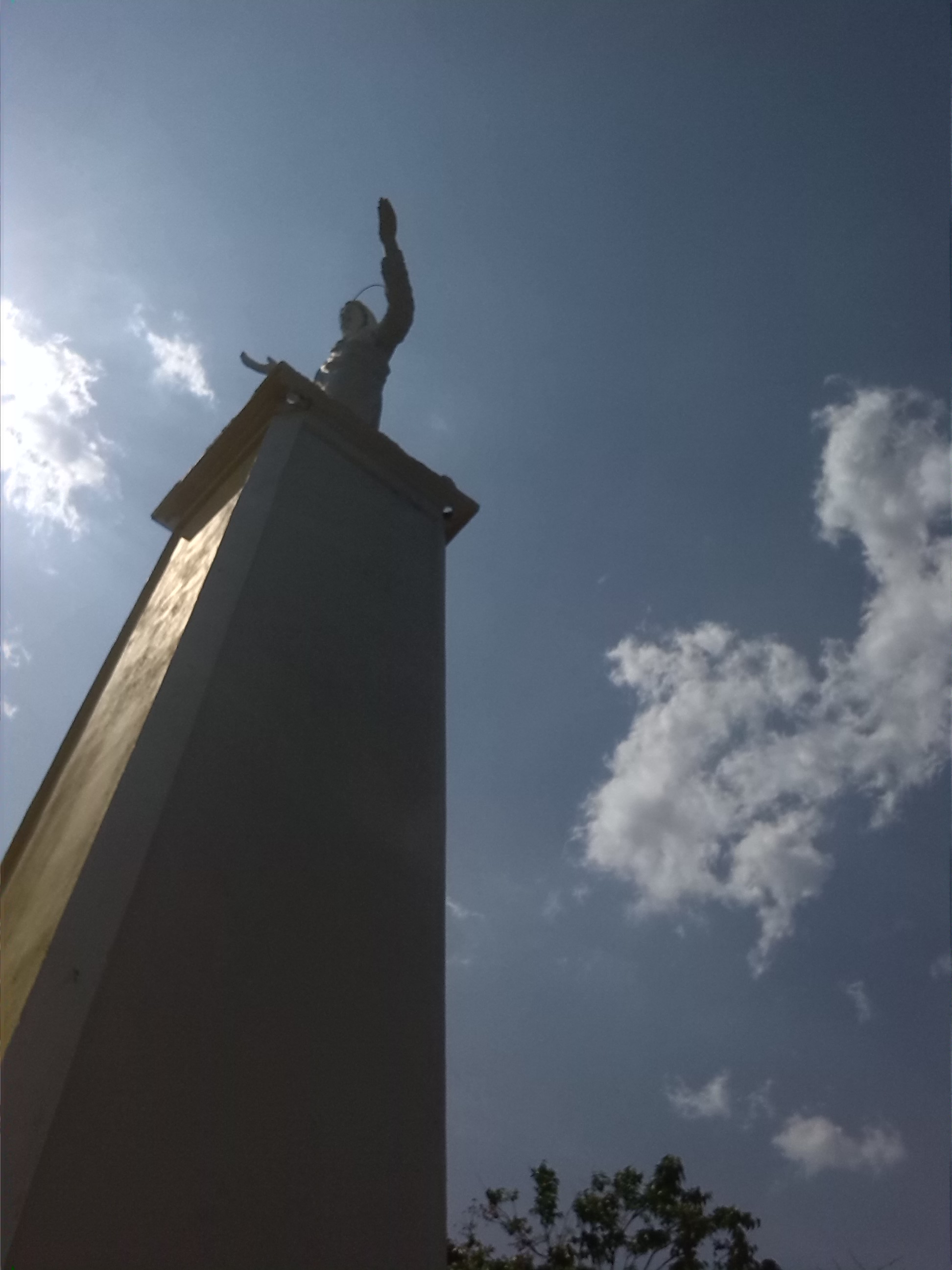
Cristo Rey de la Galera

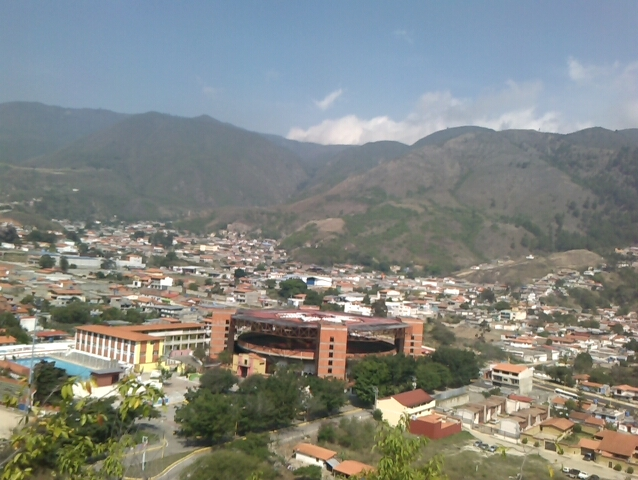
Complejo recreacional Claudio Corredor Muller

- El Monumento natural “Meseta la Galera”: es una formación montañosa en forma de cerro plano tipo Tepuy de aproximadamente 1 km de largo, Tiene una superficie de 95 ha y con una altura de 1055 m s.n.m. en su punto más alto y 935 m s.n.m. en su punto más bajo ubicado entre las parroquias El Llano y Tovar en pleno casco urbano de la ciudad separando a esta del Río Mocotíes y el Cerro “Loma de La Virgen”, constituye una formación geológica de singular belleza y atractivo paisajístico dentro del área urbana, llena de verdor el cual es considerado como un importante pulmón de la ciudad. Fue decretado monumento natural de Venezuela por el entonces presidente de la república Carlos Andrés Pérez según Decreto n.º 2352 de 5 de junio de 1992 publicado en Gaceta Oficial n.º 4548 (Extraordinaria)[11] de 26 de marzo de 1993. Sobre la cima de este monumento en el punto más alto de la Meseta a 1055 m s.n.m., se encuentra erigida una efigie de unos 12 m de alto con la figura de una de las advocaciones de Jesús de Nazareth como lo es el Sagrado Corazón de Jesús[12] o Cristo Rey como le conocen los Tovareños.

- Páramo de Mariño: un punto turístico de gran importancia para la ciudad, dicha formación boscosa enclavada en Parque nacional General Juan Pablo Peñaloza es compartida por 3 municipios del Estado Mérida y 2 municipios del estado Táchira. A Tovar le compete una zona de bellas montañas y de paisajes exuberantes donde se ubican varias comunidades dedicadas a la agricultura, como también una formación lacustre del tipo laguna llamada “Laguna Blanca” ubicada a unos 2000 m s.n.m. Esta fue recuperada por los organismos competentes del municipio como un espejo de agua donde se observa un hermoso reflejo del paisaje local proyectado en este. En las cercanías de la laguna se encuentra el parque “Parque Turístico Páramo de Mariño” y una cómoda posada llamada “La Montaña” la cual cuenta con amplios cuartos, restaurante, cancha de bolas criollas, mesas de billar y áreas de recreación.[13]
- El Río Mocotíes: es un río de montaña ubicado en el estado Mérida de Venezuela, el mismo forma parte de la cuenca del río Chama. El río nace a unos 3512 m s.n.m. en los páramos de Veriguaca en donde se le conoce como río Zarzales y al alcanzar la población de Las Tapias pasa a denominarse como río Mocoties, continua su curso hacia el noreste hasta unirse con el río Chama recorriendo unos 120 km de longitud y formando un extenso y poblado valle denominado el Valle del Mocoties.

- Balneario de Cucuchica: es un pequeño paraje natural, originado por una represa rústica erigida sobre el cauce de la Quebrada de Cucuchica, la cual se caracteriza por sus frías y cristalinas aguas en medio de un cañón natural entre los cerros de Santa Bárbara y Loma Larga, al noreste de la ciudad de Tovar.

- Cascada de Cucuchica: también llamada Cascada de la Virgen, es un salto de hermosas aguas cristalinas ubicada en el Balneario de Cucuchica en la Ciudad de Tovar.

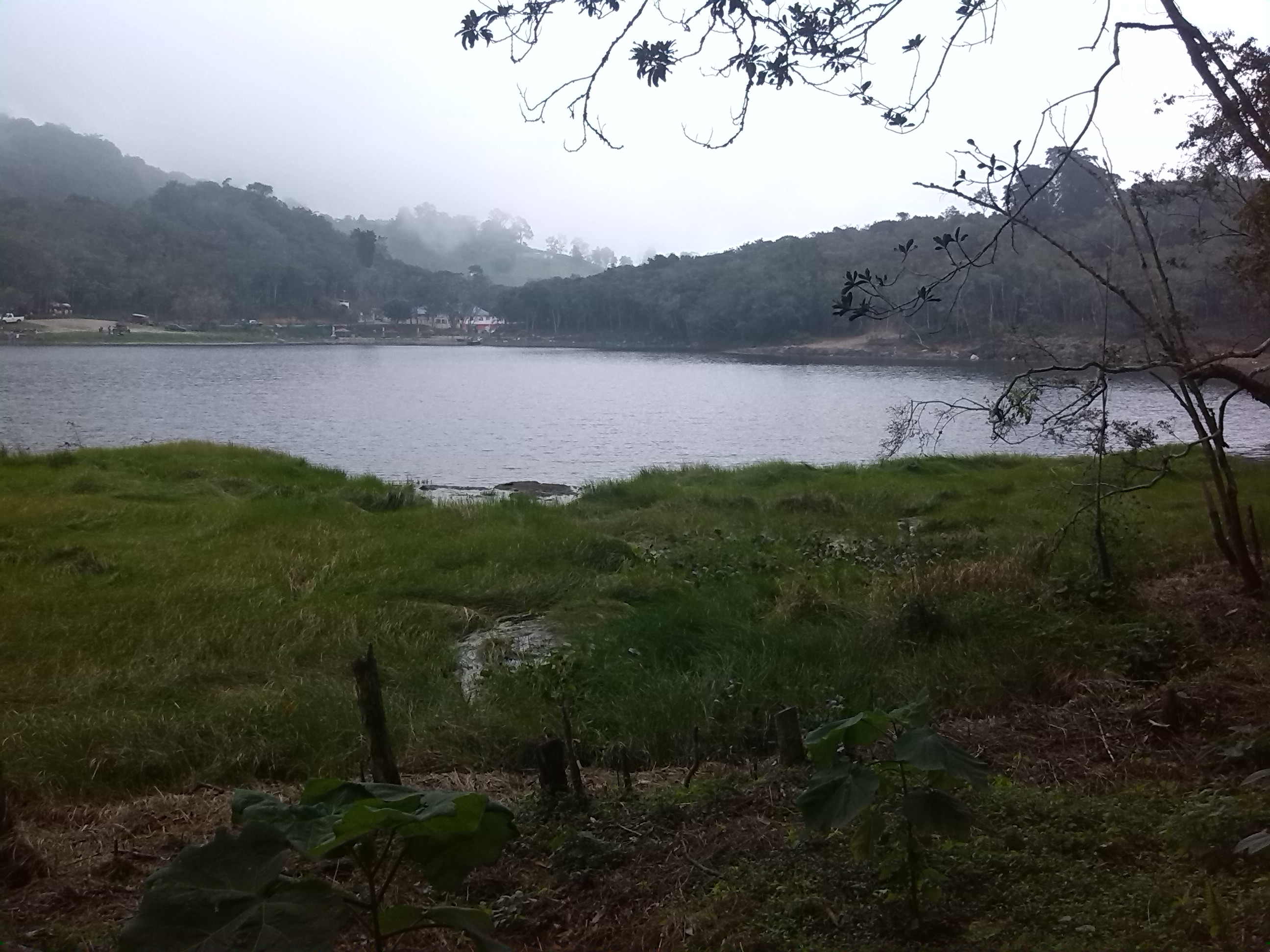
Laguna blanca en el páramo de Mariño

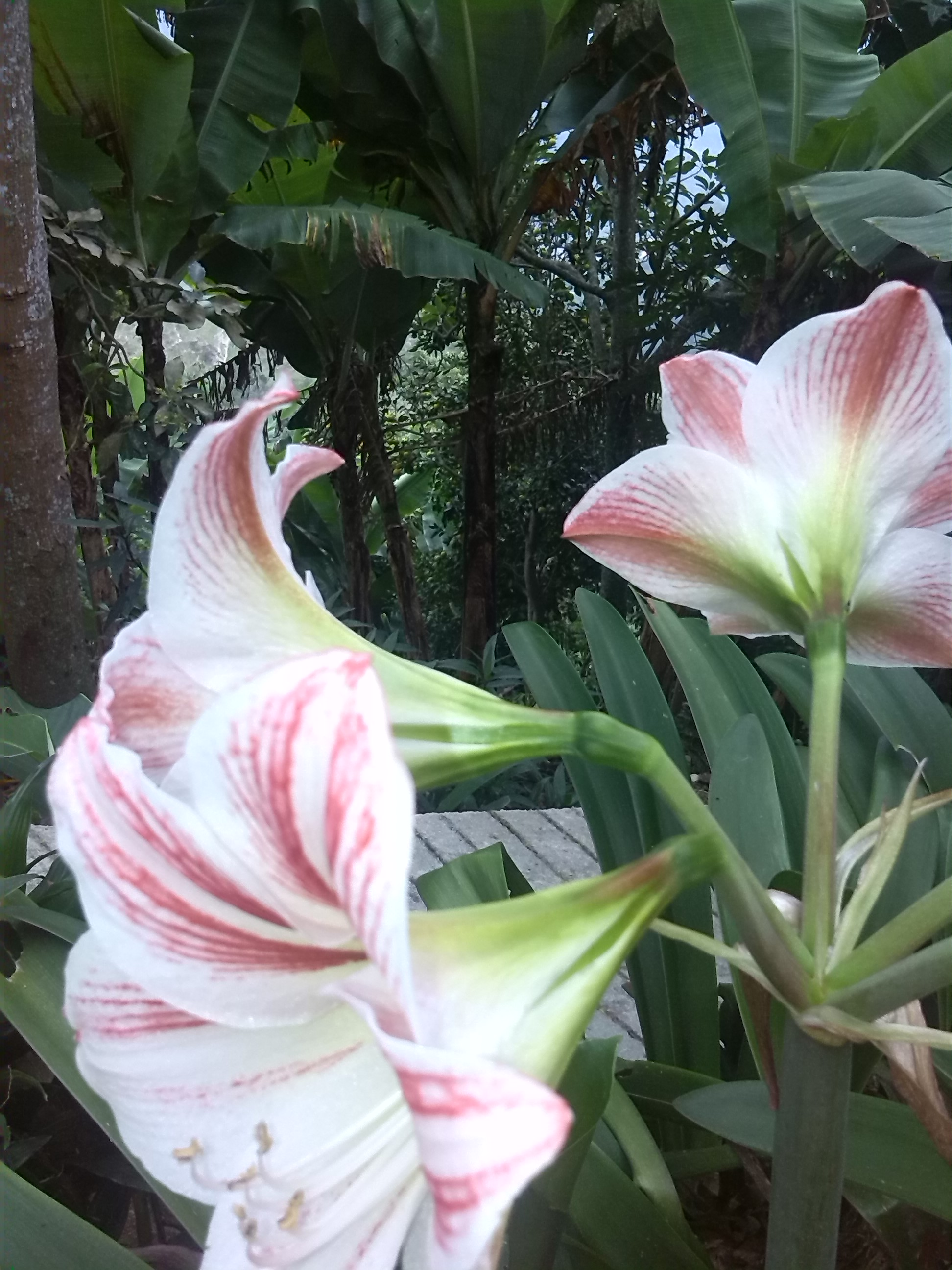
En el páramo Mariño de la ciudad

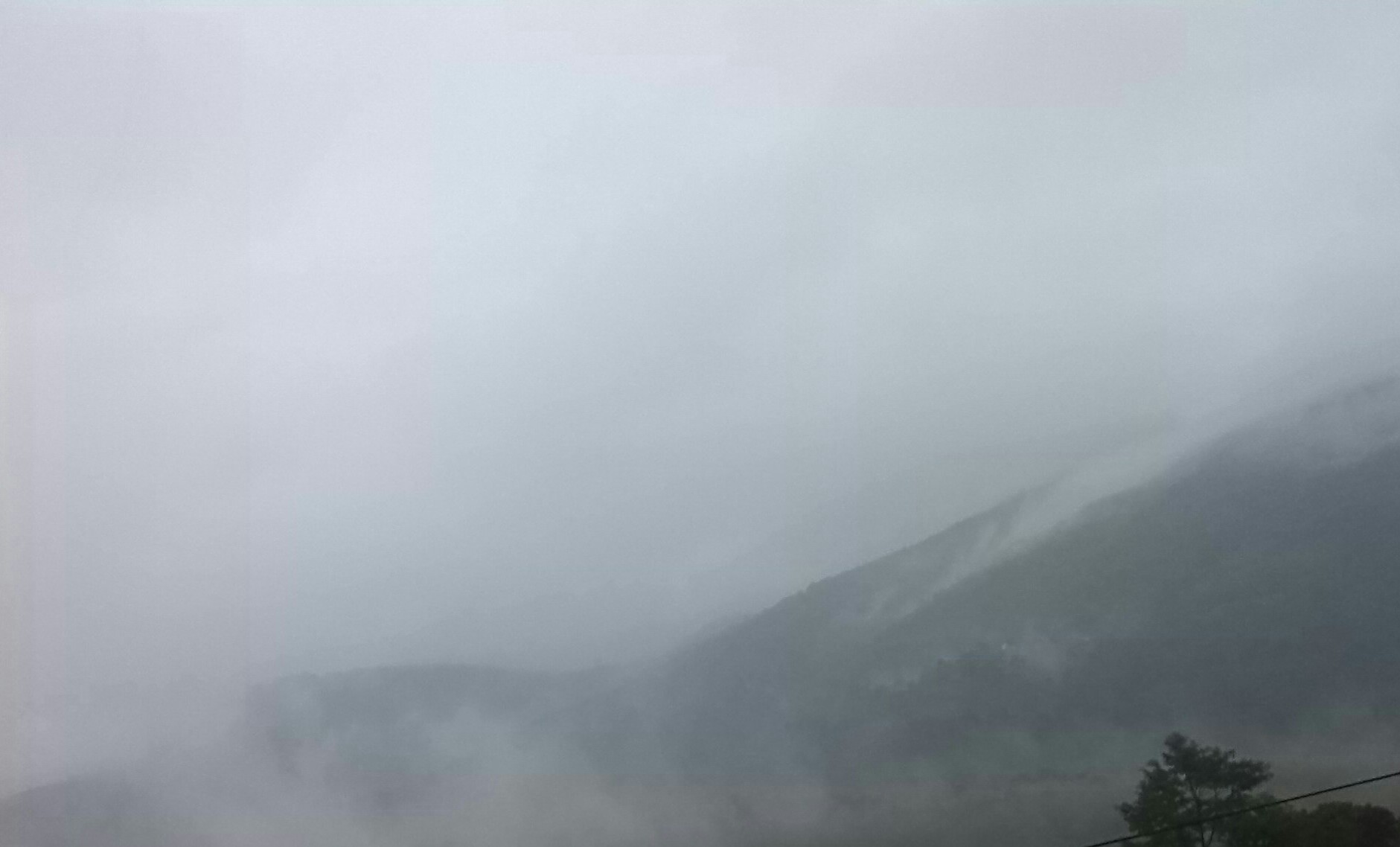
Una mañana de neblina los fríos pueden llegar hasta los 7 °C, esto es muy frecuente en la ciudad

### Patrimonios edificados

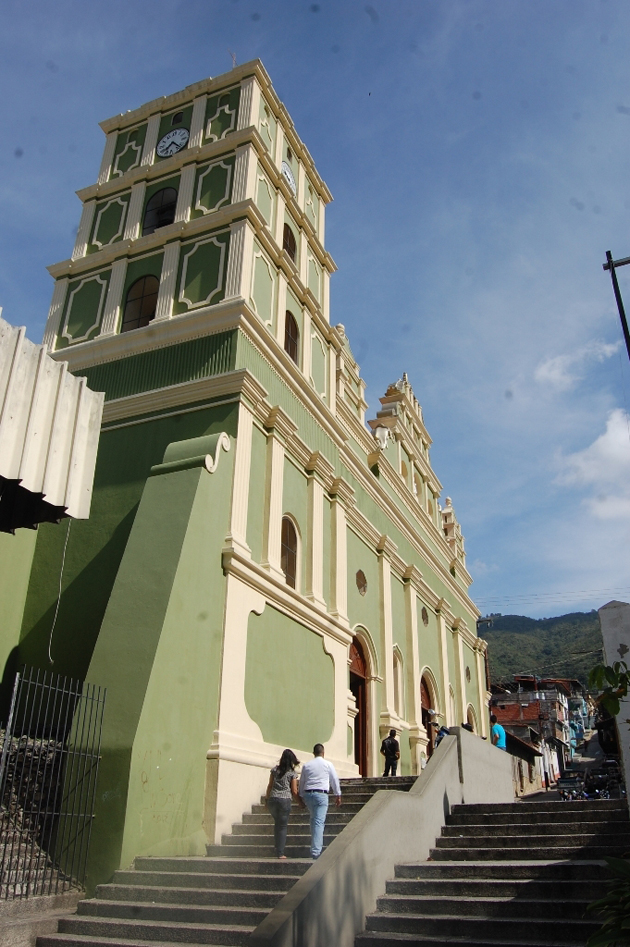
Escaleras de la plaza Bolívar de la ciudad y vista hacia el santuario diocesano Nuestra Señora de Regla

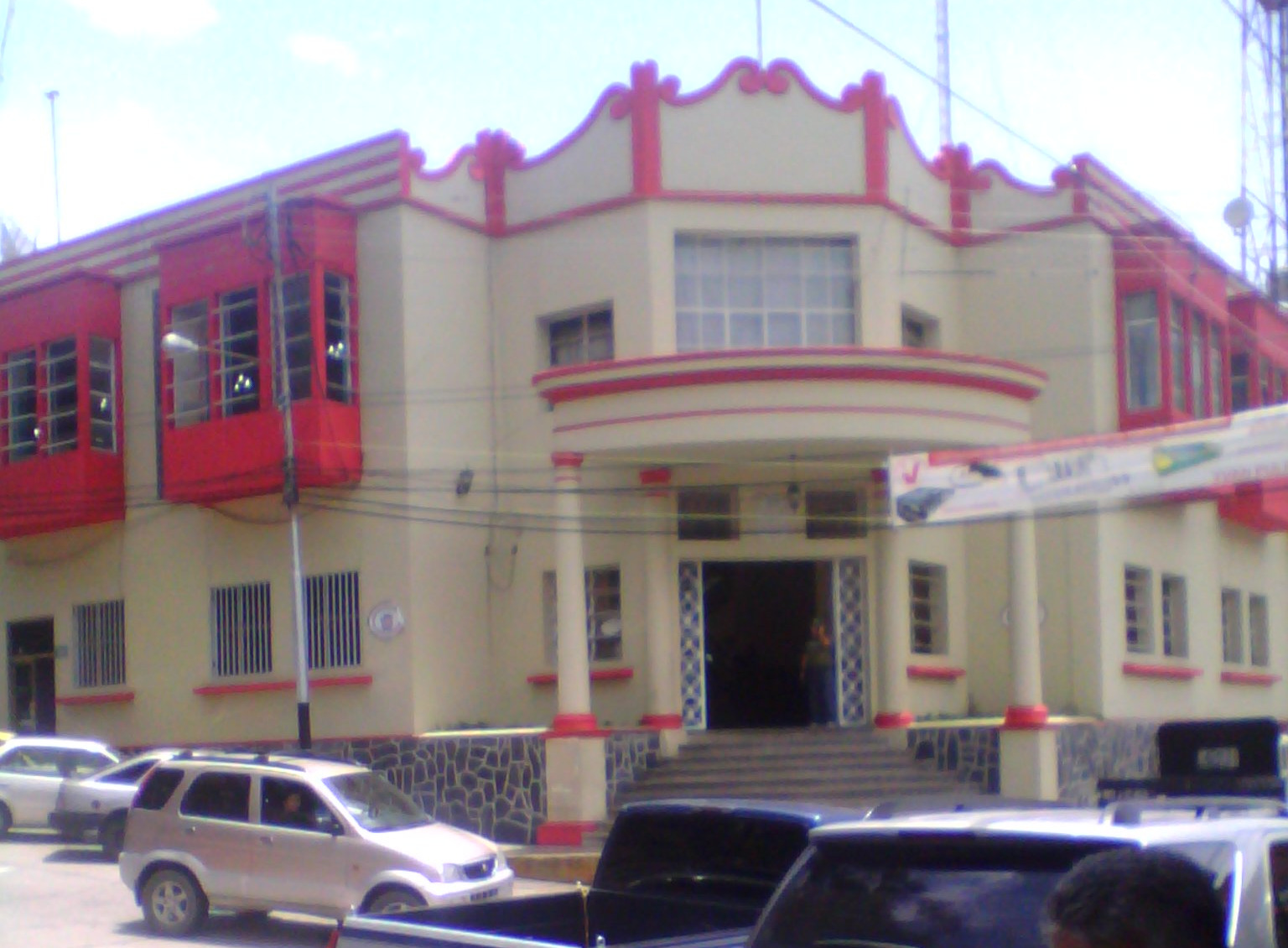
Ayuntamiento Municipal, sede de los poderes públicos de la ciudad

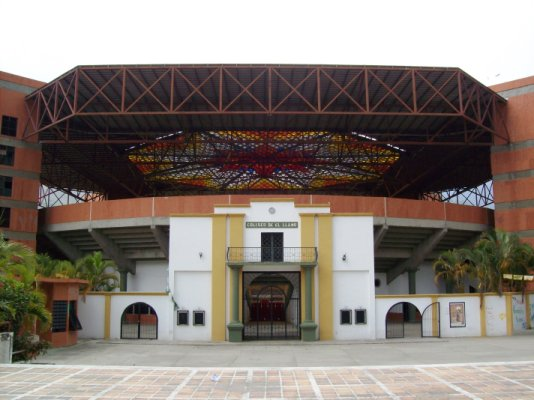
Vista de la Plaza de Toros "Coliseo El Llano" de Tovar

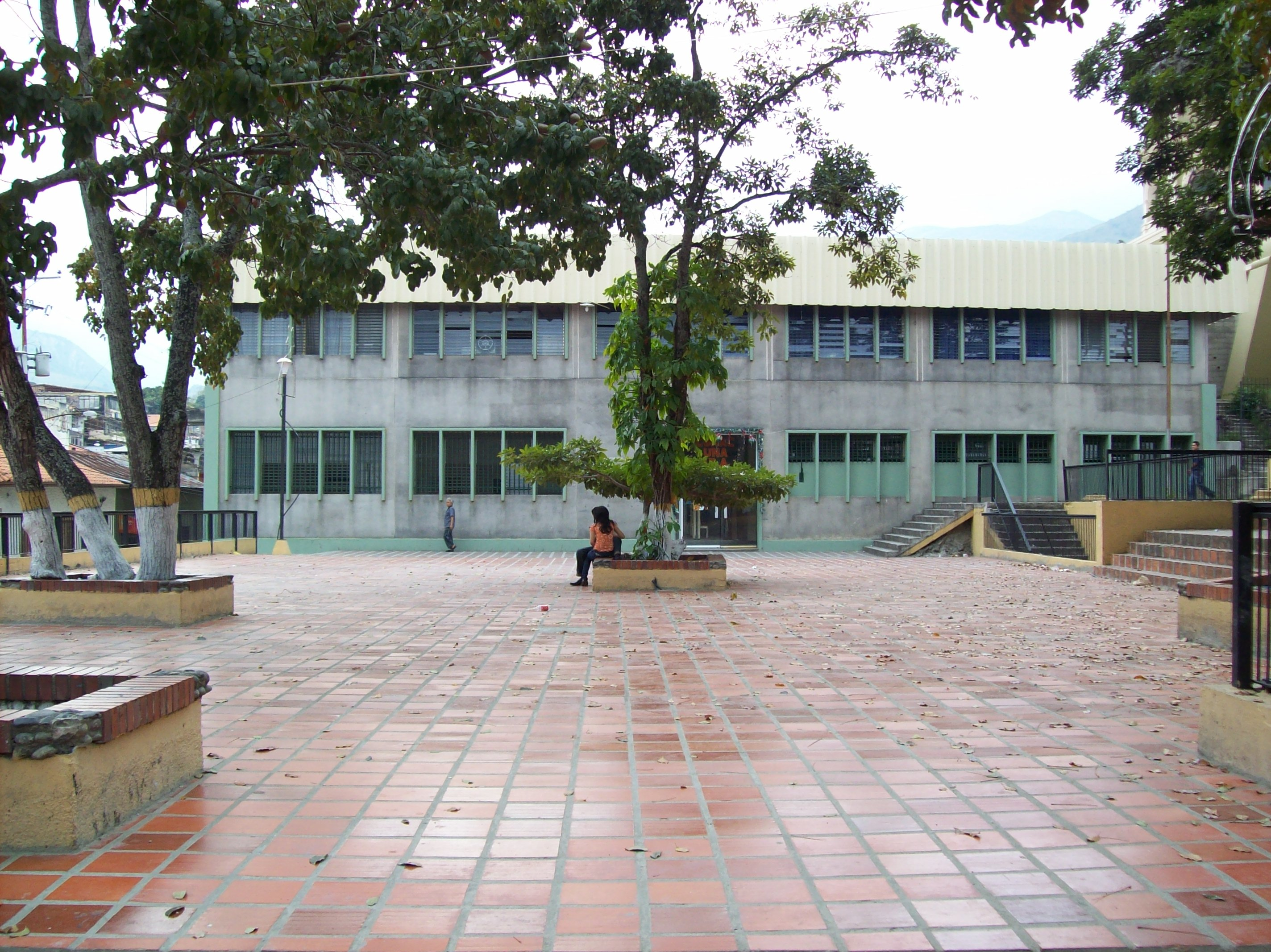
Centro Cultural "Elbano Méndez Osuna": Sede del Núcleo Universitario "Valle del Mocotíes" de la Universidad de Los Andes

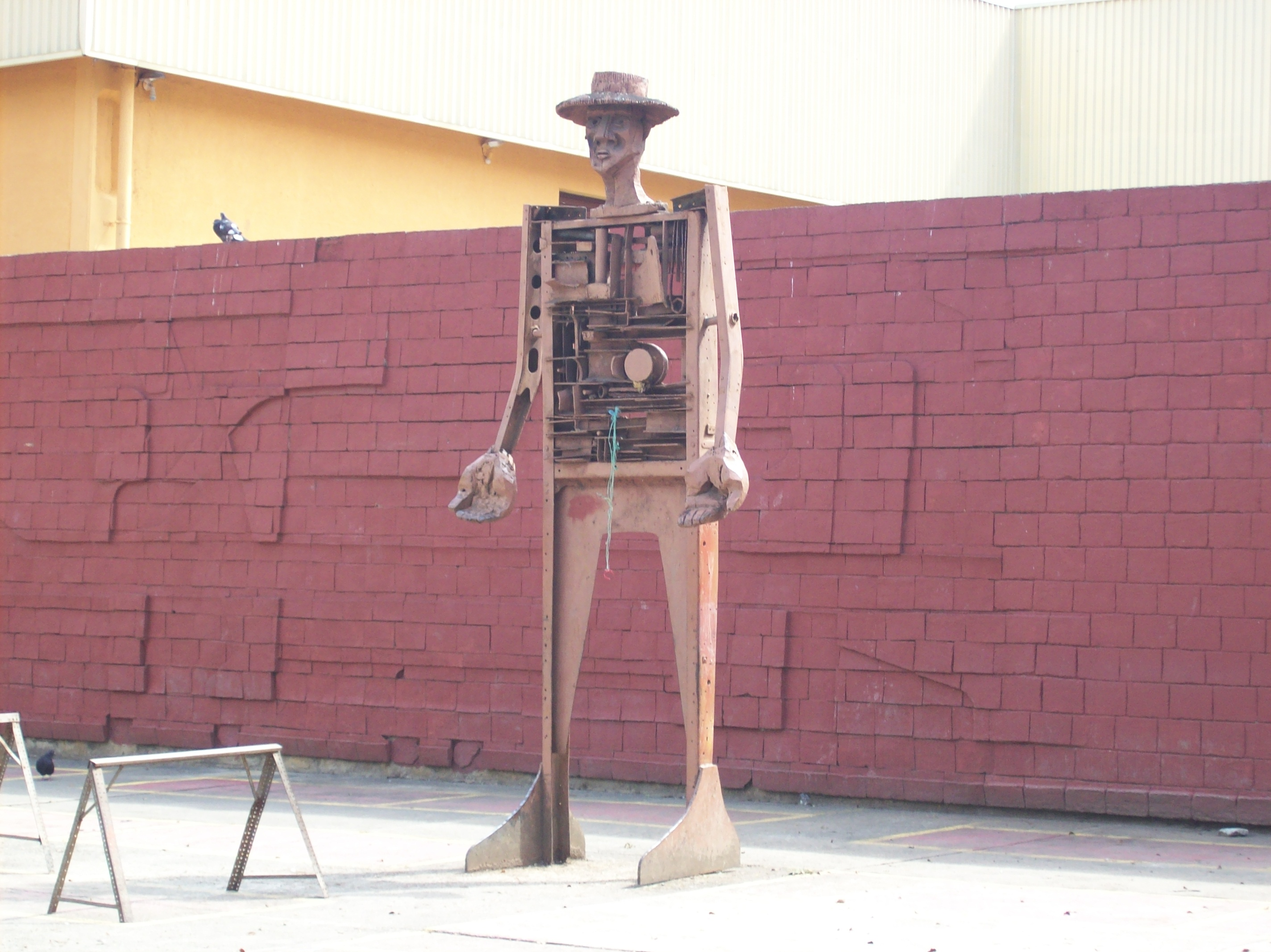
Monumento al Campesino: Centro del Mercado Municipal de Tovar

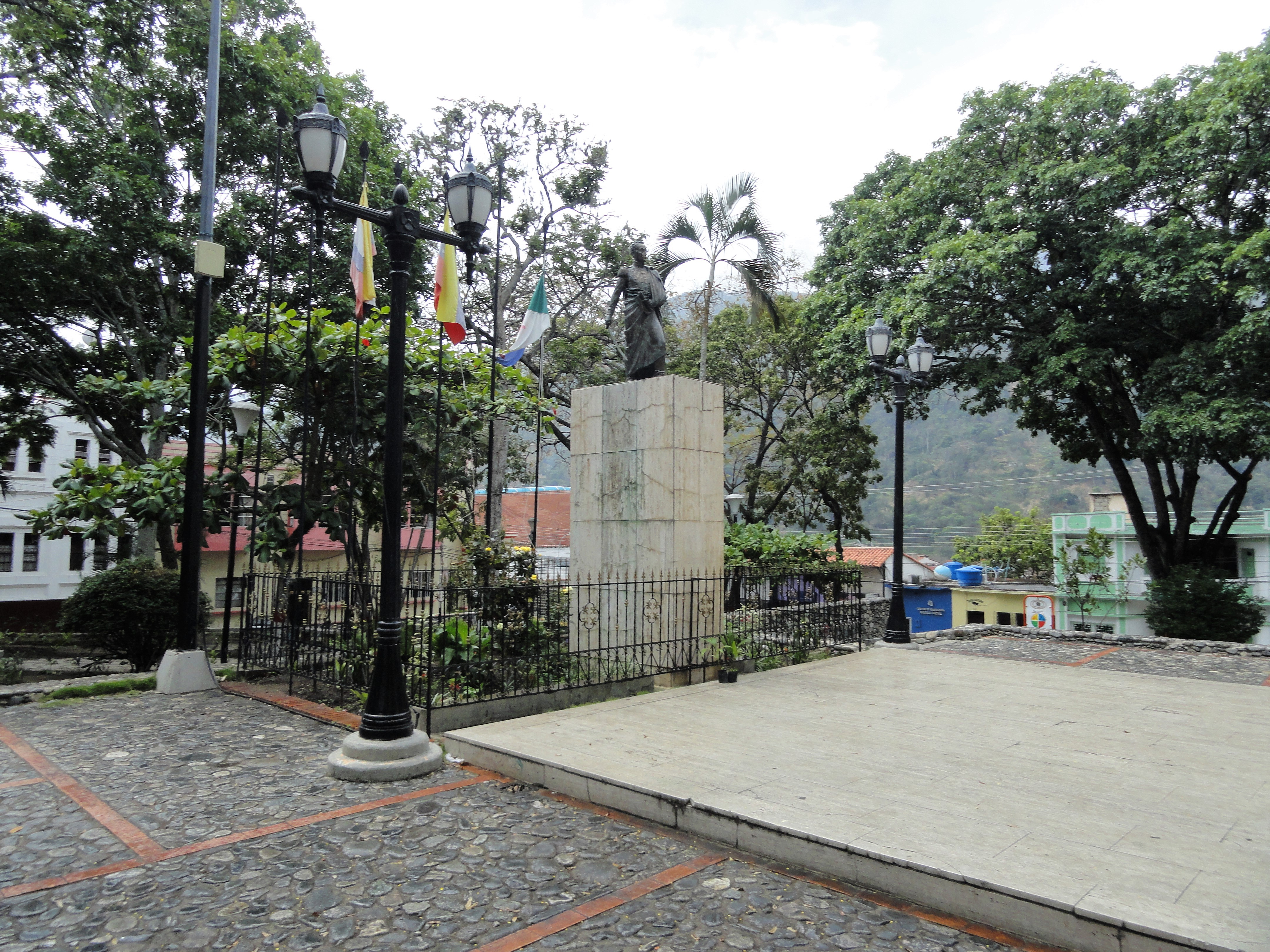
Vista de la Plaza Bolívar de Tovar

- Santuario Diocesano de Nuestra Señora de Regla: icono de la vida espiritual de los Tovareños, ubicada al frente de la Plaza Bolívar, la construcción de la primitiva Capilla se inicia en febrero de 1772, siendo concluida en 1773, desde entonces ha pasado por una serie de remodelaciones debido a situaciones que estaban fuera de lo esperado como el terremoto de 1894. La majestuosidad del templo, sus profundas raíces históricas y de participación popular, hace que sea declarado Monumento Nacional en 1960, según Gaceta Oficial 2 de agosto, Numeral 26320.[14] Su estructura es de tipo Colonial con raíces barrocas la cual no se compara con ninguna en todo el país. Fue elevado a Santuario Diocesano el 8 de septiembre de 2010.

- La Plaza Bolívar: ubicada en el centro de la ciudad es un punto de encuentro y distracción para sus habitantes, se constituye de 3 niveles o terrazas cada una con un diseño diferente, posee una variedad de árboles entre los que destacan: el Tamarindus indica (Árbol de tamarindo), la Annona muricata (Árbol de Guanabana), el Erythrina poeppigiana (Bucare), el Cedrela odorata (Cedro Amargo), la Roystonea oleracea (Chaguaramo) y la Zeyheria tuberculosa (Árbol Cabeza de Mono), este último considerado el árbol simbólico de Tovar, y de especies animales como: la Iguana iguana (Iguana común), el Choloepus didactylus (Pereza de dos dedos), la Sciurus carolinensis (Ardilla arborícolas) y la Columba oenas (Paloma Zurita), esta última considerada el ave simbólica de Tovar. El equipamiento incluye un escenario artístico, bancas de concreto, zonas verdes y una hermosa estatua del Libertador hecha en bronce que junto a su espada cuida y vigila el templo de la virgen de Regla. Aparte del Santuario en sus alrededores se encuentran el Ayuntamiento Municipal, la sede del Concejo Municipal, el comando de la Guardia Nacional Bolivariana, el radio-teatro, el Centro Cultural "Elbano Méndez Osuna", la extensión de la Universidad Nacional Abierta, la extensión de la Universidad de los Andes, la emisora de radio más importante de la región (Radio Occidente) y la Biblioteca pública “Julia Ruiz” ubicada en el sótano de la plaza.

- Ayuntamiento Municipal: esta importante infraestructura funge como sede de los poderes públicos de la ciudad, encontrándose en ella el Despacho del Alcalde del Municipio, así como las principales oficinas de su gabinete de gobierno, la sede del Concejo Municipal, el "Salón del Pueblo", la Contraloría Municipal, la Sindicatura Municipal, la sede de la Sub-Comisaría 03 de la Policía del estado Mérida y el Archivo Histórico de Tovar, este último catalogado como el mayor centro de información histórica de la entidad en donde reposan importantes documentos de la historia Venezolana en sus diferentes etapas precolombina, colonial, independentista, federalista, petrolera, democrática, revolucionaria y progresista.

- Fundación Ruta del Arte "Casa de Caro": Construida en el año 1876. La edificación cuenta con dos niveles en esquina, de planta rectangular con muros portantes de tapia, corredores en "U", con pies derechos y zapatas molduradas en madera en torno a un patio interior. A la Galería superior se accede a través de una escalera helicoidal de madera localizada en un ángulo del patio. Con fachada bifronte de dos niveles, la principal sobre la calle 5 definida por una sucesión de vanos rectangulares con cerramientos de madera, en el nivel superior balcones con barandillas de hierro. La fachada sobre la calle 7 presenta vanos rectangulares con cerramientos de madera, destaca el portón caballero que da acceso a un zaguán que cierra al fondo con un entreportón o romanilla.

- Complejo Cultural y Recreacional “Claudio Corredor Müller”: conformado por el Estadio Olímpico Municipal “Ramón Chiarelli”, la Piscina Olímpica “Teresita Izaguirre”, la Biblioteca de los niños actual infocentro y sede de Fundacite Mérida, el Anfiteatro Juan Eduardo Ramírez y la Plaza de Toros de Tovar también llamada “Coliseo el Llano” con capacidad para 9.000 espectadores, esta última posee una gran importancia pues la ciudad cuenta con una gran afición taurina, además es la única plaza de toros techada de Venezuela y la tercera del mundo. También se puede visitar el Monumento al Toro de Lidia, el Paseo de los Ilustres Tovareños y el Monumento a Johan Santana.

- Ateneo "Jesús Soto": en este recinto se dan vida una serie de expresiones artísticas del país como lo son el teatro, la pintura, la escultura, la danza, el canto, la música entre otras. Cuenta con 2 pisos, en la planta baja ubicamos la sala de exposiciones "El Altillo" y la sala de usos múltiples "Cruz Diez" y la tarima "Juan Ramón Suárez", esta última forma parte de la red de Espacios Culturales del Estado Mérida.

- Centro Cultural "Elbano Méndez Osuna": antiguo Mercado municipal, este espacio construido hace más de 30 años durante la gestión del entonces Gobernador Mérideño de procedencia Tovareña Dr. Rigoberto Henrique Vera; durante muchos años funcionó la sede del Consejo Nacional de Cultura (CONAC), hoy día presta servicios para la extensión universitaria "Valle del Mocotíes" de la ULA) la cual se perfila como la 1.ª Universidad del país, la número 30 de Latinoamérica y la 640 en el mundo,[15] como también para la Oficina de Apoyo Tovar de la Universidad Nacional Abierta, La Fundación de Artes Escénicas "Giandomenico Pulitti" y la Fundación "Festival del violín de los Andes". Consta de 2 pisos con instalaciones de: Sala de informática, Sala de exposiciones "Juan Alí Méndez", salón de Danza, salón de cerámica, salón de pintura, patio central, aulas de clases, oficinas y baños.

- Mercado Municipal de Tovar: es una importante Infraestructura de la ciudad que sirve como epicentro económico de la zona, ya que en él se venden los productos cultivados y cosechados en verdes campo del Valle del Mocotíes, hortalizas, frutas y flores, así como productos de consumo provenientes de animales como carnes de bovinos, porcinos, aves, peces, entre otros. Es una edificación que a su vez presta fines turísticos ya que en él también son presentados al público productos hechos a mano típicos de la zona, como pasamontañas, bufandas, franelas, zapatos, cuadros, esculturas, entre otros.

### Patrimonios Culturales e históricos
- Ferias y Fiestas en honor a la virgen de Regla: celebradas entre los meses de agosto y septiembre, siendo el día central el 8 de septiembre, son reconocidas por todo el país pues son las 2das ferias más antiguas de Venezuela, sus flamantes corridas de toros destacan en el país pues “El Coliseo de Tovar” le abre las puertas taurinas de Venezuela a muchos toreros internacionales. También resalta la "Carrera Internacional del Burro", la carrera de carruchas, el encuentro de sancocheros, la carrera del caucho y la presentación de artistas musicales de talla nacional e internacional. Las Ferias de Tovar son una de las más antiguas de Venezuela pues tiene 172 años, además todos los tovareños que viven a nivel nacional e internacional vienen cada 5 años al famoso "Reencuentro de los Tovareños".

- Festival Internacional Violín de los Andes: gala musical celebrada en el municipio cada 2 años donde participan músicos criollos de toda la geografía nacional y de los países andinos. Se reúnen en la Plaza Bolívar de Tovar en el mes de diciembre para concursar y compartir con el público su talento.
- Elección y coronación de la Reina de Tovar en honor a la Virgen de Regla celebrado desde 1939, el último viernes de agosto o primer viernes de septiembre de cada año, antes de la fiesta patronal, y que en el 8 de septiembre de 2020, fue declarado Patrimonio Cultural Intangible de la Tovareñidad, pues hasta el 2019, se cumplieron 80 años de tradición (1939-2019) y 50 años de coronación ininterrumpidos (1969-2019) siendo interrumpido en 2020 debido a la suspensión de la Feria, por esta razón se establece una comisión protectora del Patrimonio creando así la Fundación Organización Reinado de Tovar, que de inmediato abre la Escuela de Formación Integral de la Belleza Tovareña, para la formación a las candidatas, siendo evaluadas desde el primer día, así mismo por la Directiva de la Organización Reinado de Tovar cuyos puntos son sumados a la calificación del Jurado de la noche final, para elegir y coronar así a la Nueva Reina de Tovar, de las cuales hasta el 2024 se han tenido 74 reinas de Tovar en 85 años y 63 Ediciones, y más de 350 mujeres han participado en el certamen, desde 1992 se realiza desde el Coliseo el Llano de Tovar, es organizado por la Fundación Organización Reinado de Tovar, desde el 2022 en alianza con el Instituto Municipal de las Feria Internacional y Turistica de Tovar, en honor a la virgen de Regla que pertenece a la Alcaldía del Municipio y Concejo Municipal, preparado por la Fundación Organización Reinado de Tovar y apoyado por Alianzas Comerciales Tovareñas y de patrocinadores de la región, así como de las autoridades de Estado Bolivariano de Mérida, siendo el Reinado más antiguo de la Nación, y el apoyo de las Escuelas de Danzas locales y regionales, con base en el Acervo Cultural, la Filantropía en Labores Sociales, la belleza con proyección, teniendo como eslogan "Reinado de Tovar, Belleza y Tradición".

- Festival Nacional de Teatro: un joven evento logrado con esfuerzo por el pueblo con la meta de saciar la sed cultural de los tovareños y recordarle al país la importancia artística de la ciudad en particular su afición por las artes escénicas. Organizado y realizado por la Fundación Artes Escénicas Giandomenico Pulitti en el Centro de Formación Cultural Elbano Méndez Osuna en donde han participado gran parte de los grupos teatrales del país.

- Evento Popular del Burro: este es un evento muy típico de la zona y que atrae a miles de personas de todo el país y del extranjero, se realiza cada año durante la temporada Ferial de Tovar entre los meses de agosto y septiembre. Incluye la famosa "Carrera internacional del Burro “un evento sin precedentes”.

- Encuentro de Sancocheros: el evento gastronómico de las familias tovarenas se realiza cada año para los meses de agosto y septiembre. Se destaca entre los eventos Feriales de Tovar más concurridos.

- Evento del Trompo: este tradicional evento infantil se realiza cada año en Tovar para la temporada de Semana Santa.

- Juego de las Estrellas: evento popular que se realiza todos los 30 de diciembre de cada año en donde las grandes figuras del deporte Tovareño y Venezolano hacen gala junto a los clubes de Baseball y Softball de la zona.

- Corrida de la Municipalidad: evento institucionalizado por el Alcalde Lizandro Morales (2008-2012) para celebrar el aniversario de la creación de la antigua villa de Tovar, hoy Ciudad de Tovar, el 3º domingo del mes de abril de cada año.

- Corrida Navideña: evento institucionalizado por el Alcalde Lizandro Morales que se realiza el domingo anterior al 24 de diciembre de cada año con el objetivo de recaudar fondos para obras benéficas de la ciudad.

- Elección y Coronación de la "Niña Primavera": este evento es organizado por la Asociación Civil Danzas Mocotíes del Profesor Jesus (Chuchú) Cedeño, desde 1992, se realiza en la plaza de toros local como una manera de resaltar las habilidades y destrezas que tienen las niñas tovareñas cuyas edades oscilan desde los 6 hasta los 10 años, con un selecto jurado calificador que evalúa su belleza, inteligencia, gracia, ternura y sencillez.

- Elección y Coronación de la "Reina de la Comunidad Sorda Mocotíes": un evento preparado por la Escuela de Sordos de Tovar del profesor Omero Sánchez, realizado por primera vez en 2013, y trata de dar oportunidad de participación a candidatas con discapacidad auditiva, en diferentes edades y categorías, donde el jurado trata de evaluar más allá de su belleza física, se toma en cuenta su capacidad intelectual, sus proyectos en pro de la comunidad sorda, y sus aportes sociales en beneficio colectivo, su propósito principal a diferencia de un certamen tradicional es "belleza sin barreras con talento y corazón" y del cual han egresado muchachas al certamen de Liceos, instituciones, el Reinado de las Feria de Tovar y la Feria Internacional del Sol, siendo Tovar el único municipio en aportar tres mujeres sordas en toda la historia de la feria del sol.

- Encuentro de Jugueteros: este evento ha sido muy intermitente, debido a la poca inversión estatal, sin embargo desde su primera edición en el año 2007, se ha logrado desarrollar 3 ediciones hasta el presente, cambiándose su fecha del mes de diciembre cuando fue la primera edición, a Semana Santa.

- Feria Agropecuaria: este atractivo agroturístico se realiza cada año durante la celebración de las Ferias y Fiestas en honor a la virgen de Regla.

- Desfile de Carnaval: celebrado todos los años, evento organizado por el Distrito escolar #04 y la Alcaldía del Municipio.

## Educación y Cultura

### Bibliotecas y Museos
La Ciudad de Tovar cuenta solo con dos Bibliotecas Públicas, un infocentro o biblioteca virtual, un archivo municipal y varios museos históricos.
- Biblioteca "El Niño" o Casa de Ciencias Tovar (Biblioteca Virtual): ubicada en la Av. Johan Santana, al lado de la Plaza de Toros.
- Biblioteca "Julia Ruiz": ubicada en el sótano de la Plaza Bolívar Municipal.

- Biblioteca "Las Acacías": ubicada en el Barrio Las Acacías, al lado del Ambulatorio Urbano.

- Archivo Municipal de Tovar: ubicada en el Edificio del Ayuntamiento Municipal.

- Museo de Arte de Tovar: ubicada en la Torre Norte de la Plaza de Toros de Tovar cuenta con 6 pisos donde se exponen obras representativas del Arte Moderno local, regional, nacional e internacional. Su función se basa en la culturalización y educación del pueblo Merideño. Dirección: Avenida Mons. Paparoni torre Norte del Complejo Cultural y Recreacional “Claudio Corredor Muller”.

- Museo Histórico Taurino de Tovar: inaugurado en el año 2012, como antesala a la 169º Feria Internacional de Tovar en honor a la Virgen de Regla. Dirección: Avenida Mons. Paparoni, nivel patio de la Plaza de Toros de Tovar.

### Instituciones de Educación Inicial y Primaria
| - E.B Ananias Avendaño (Público) - E.B Coronel Antonio Rangel (Público) - E.B Matias Codina (Público) - E.B Claudio Vivas (Público) - E.B Monseñor Moreno (Público) - E.B Monseñor Chacón (Público) - E.B San Francisco (Público) - E.B Juan de Dios Picón González (Público) - E.B El Peñón (Público) - E.B San Pedro (Público) - E.B Pata de Gallina (Público) | - E.B Mariño (Público) - E.B Dr. Jacinto Mora (Público) - E.B Loma La Virgen (Público) - U.E Tomás Labrador (Público) - E.B El Carrizal (Público) - U.E Santa Bárbara (Público) - U.E Llano Alto (Público) - U.E Villa Dignidad (Público) - U.E El Cacique (Público) - U.E La Armenia (Público) |

### Instituciones de Educación Secundaria y Preparatoria
- L.B Ezequiel Zamora (Público)
- L.B Felix Román Duque (Público)
- L.D José Nucete Sardi (Público)
- L.B San Francisco (Público)
- E.T.I. Genoveva Montero de Vega (Público)
- U.E Colegio La Presentación Tovar (primaria y secundaria) (Subvencionado)
- U.E Colegio "Fe y Alegría" Tovar (Subvencionado)
- U.E Colegio "Feliza Elustondo" (Subvencionado)

### Universidades
- U.L.A Universidad de Los Andes: Núcleo Universitario "Valle del Mocotíes"
- U.N.E.F.A Universidad Nacional Experimental Politécnica de la Fuerza Armada Bolivariana: Núcleo Tovar
- U.P.T Universidad Politécnica Territorial de Mérida: Extensión Tovar
- U.N.A Universidad Nacional Abierta: Oficina de Apoyo Tovar
- U.B.V Universidad Bolivariana de Venezuela: Extensión Municipal Tovar
- U.D.S Universidad Deportiva del Sur: Extensión Tovar
- U.P.T Universidad Politécnica Territorial de Mérida: Comunidad de Aprendizaje de Cultura Sorda y Lengua de Señas Venezolana, Extensión Tovar

## Instalaciones deportivas
- Estadio Olímpico "Salomón Hayek"

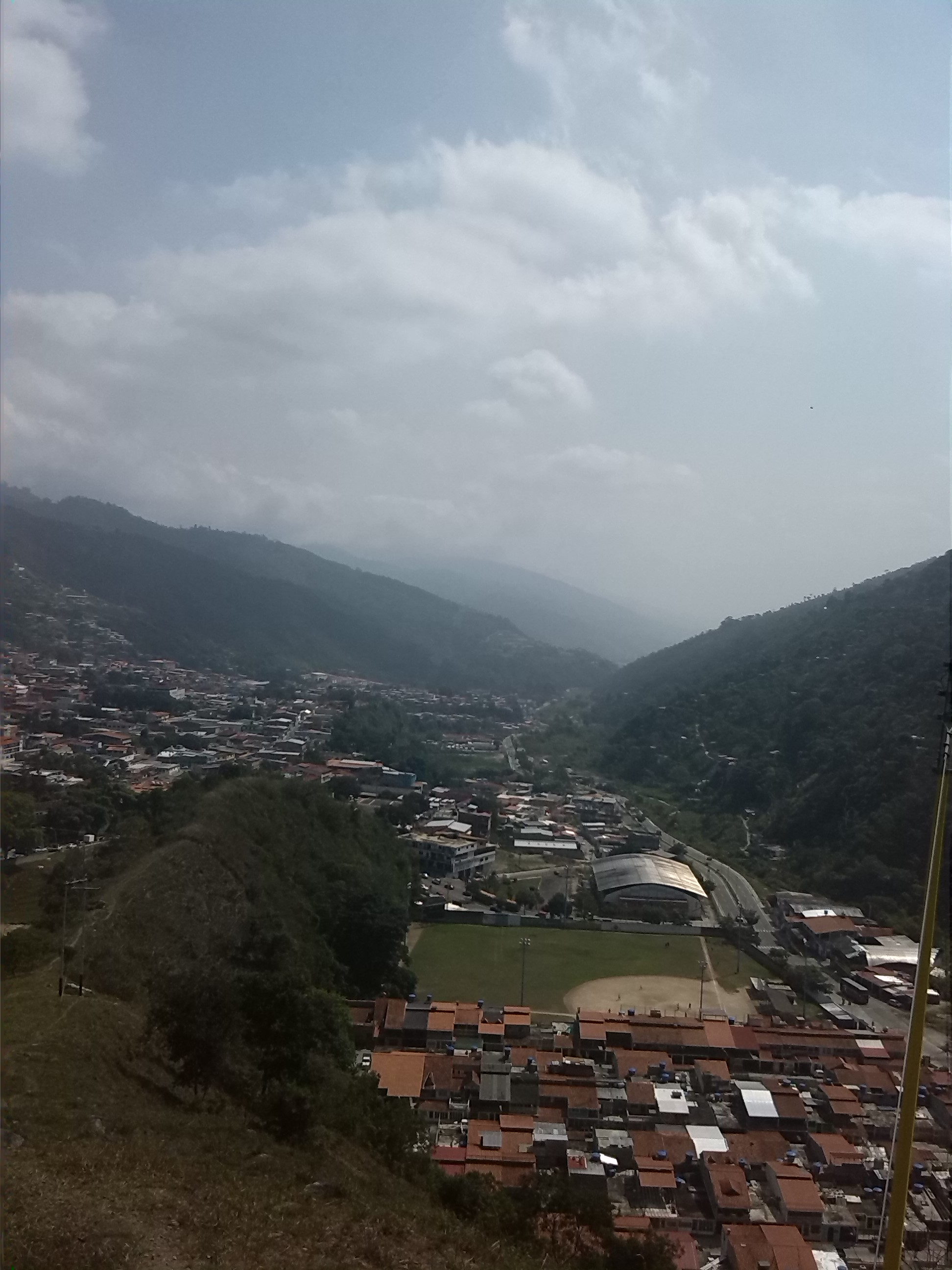
Vista hacia la Urb. La Vega y el Estadio de béisbol Julio Santana de León

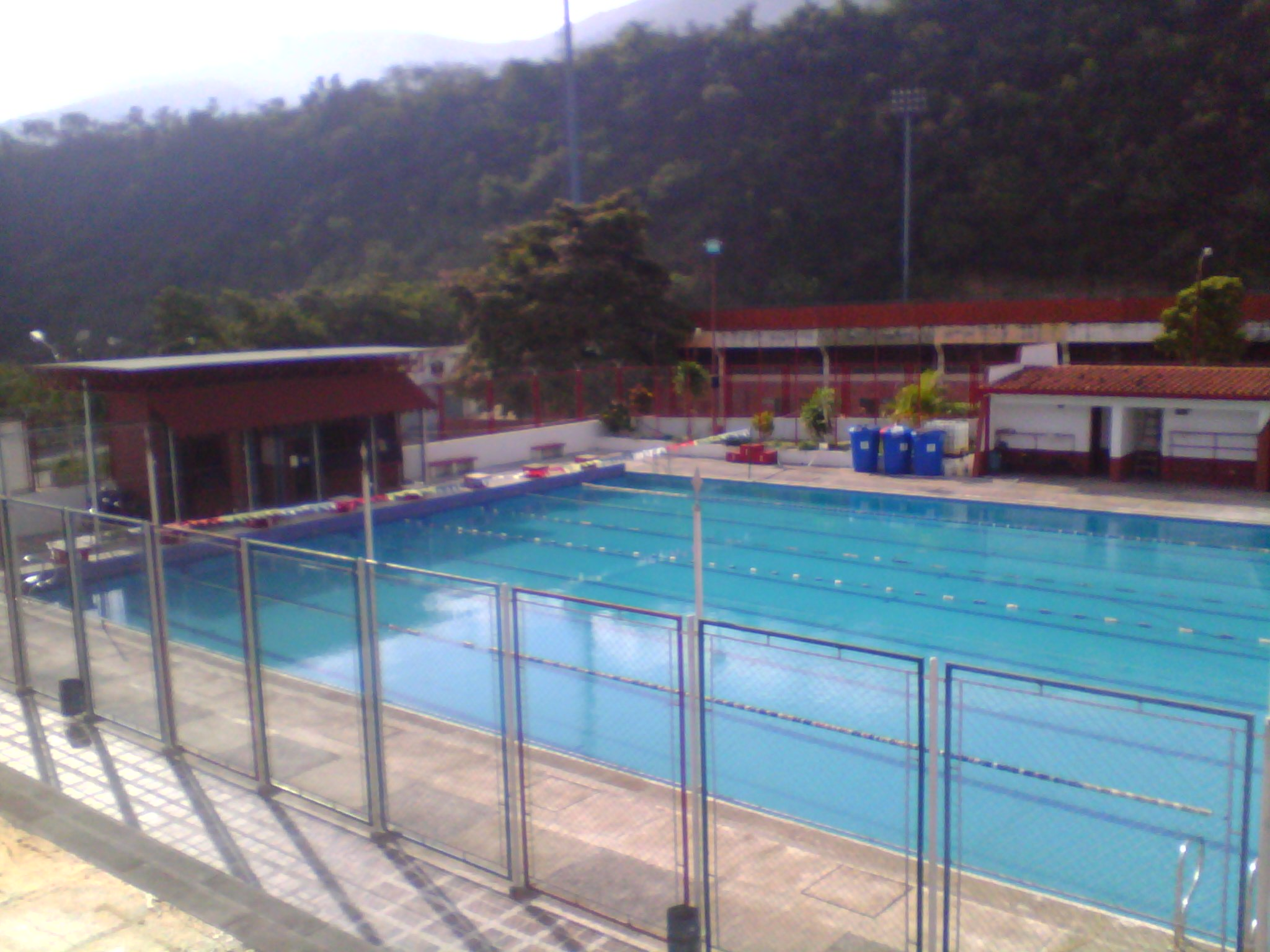
Piscina Olímpica Teresita Izaguirre

- Estadio de Béisbol "Julio Santana de León"
- Estadio Municipal de Softbol "Juan Quiñonez".
- Centro de natación "Teresita Izaguirre"
- Plaza de toros "Coliseo El Llano"
- Estadio de Sabaneta (Estadio Viejo)

 En cursiva las instalaciones que están inconclusas o en proyecto 

## Medios de comunicación Municipales

### Radio
| Dial (FM) | Emisora y Circuito              | Género         |
| --------- | ------------------------------- | -------------- |
| 89.3      | La Mega - Circuito Mega         | Underground    |
| 91.7      | Museo - Comunitaria             | Cultural       |
| 92.1      | Alegría - Comunitaria           | Religiosa      |
| 93.3      | Campesina - Comunitaria         | Tropical       |
| 93.7      | Hot Music - Comunitaria         | Underground    |
| 96.1      | Valle La Tovareña - Comunitaria | Revolucionaria |
| 98.9      | Mas Network - Comunitaria       | Variada        |
| 99.7      | Sabor - Comunitaria             | Tropical       |
| 100.7     | Impacto - Comunitaria           | Variada        |
| 102.1     | Galera - Comunitaria            | Tropical       |
| 104.9     | Mocotíes - Comunitaria          | Variada        |
| 105.5     | Ciudad - Comunitaria            | Romántica      |
| 107.9     | Andina - Comercial              | Variada        |

| Dial (AM) | Emisora y Circuito        | Género              |
| --------- | ------------------------- | ------------------- |
| 1100      | Radio Occidente-Comercial | (Comercial) Variada |

### Televisión
La Ciudad cuenta con una amplia red de Medios de comunicación, entre los cuales destacan:
- Televisora Cultural de Tovar (TCT), "Te cambia la vida"

- Zea Televisión (Zea Tv), "Tu Mejor Elección"

- Tovareña de Televisión (TTV), "El Canal de Todos los Tovareños"

- Tovar Televisión (Tovar Tv), "La Señal de La Ciudad"

- Oficina Municipal de comunicación Institucional (OMCI) "Medio de comunicación de la Alcaldía"

## Vialidad y Transporte Público

### Vialidad
Tovar cuenta con una vialidad muy característica de un pueblo andino, lo cual se ha convertido en un problema municipal en los últimos años, esto a causa del crecimiento poblacional que dicha localidad ha tenido, y a la falta de planificación en el mencionado crecimiento, esto sumado a que la localidad se encuentra en medio del principal paso de alimentos agrícolas y animales desde los Municipios Jáuregui y Uribante del estado Táchira así como de los Municipios vecinos de Guaraque y Rivas Dávila del estado Mérida.
Tovar cuenta con 2 corredores viales principales, otros corredores menores y vías auxiliares que facilitan el tránsito vehicular de la ciudad.
- Corredor Central: atraviesa las parroquias Tovar y El Llano en sentido norte-sur, Av. Principal de Sabaneta, Carreras 3ra y 4ta y Av. Táchira.

- Corredor Perimetral: de tránsito más rápido, permite la comunicación entre las parroquias Tovar y El Llano así como la comunicación entre los Municipios Antonio Pinto Salinas, Guaraque y Rivas Dávila conformado por las Avenidas Cipriano Castro, Cristóbal Mendoza, Domingo Alberto Rangel y Johan Santana.

Corredores Menores:
- Av. Claudio Vivas

- Av. Monseñor Humberto Paparoni

- Enlace Vial El Reencuentro

- Enlace vial Los Educadores

- Enlace vial Los Naranjos

- Enlace vial La Lagunita-Los Limones

- Enlace vial El Chimborazo-La Galera

- Calle Principal de Los Naranjos

- Calle Principal de Jesús Obrero

- Calle Los Cedros

### Terminal Terrestre
Terminal de Pasajeros "Don Rafael Vivas": es la 3.ª estación terminal de transporte terrestre del estado y la más importante del Valle del Mocotíes, lo cual le ha conferido el nombre de Terminal de Pasajeros del Mocotíes, se encuentra en la Avenida Cristóbal Mendoza de la Ciudad de Tovar. Cuenta con salidas a Caracas como también a las más importantes ciudades de Occidente del país,  también cuenta con salidas a las ciudades más grandes del Estado Zulia como: Ciudad Ojeda, Cabimas y Maracaibo, también tiene salidas a los pueblos más cercanos como: Bailadores, Zea, Guaraque, Río Negro, Santa Cruz de Mora entre otros, como también cuenta con salidas a las ciudades más cercanas las cuales son: Mérida, Ejido y El Vigía y ciudades del Estado Táchira como San Cristóbal, La Grita, San Juan de Colón y Táriba.

## Sistema de Salud
La Ciudad de Tovar por ser jurisdicción del estado Mérida cuenta con el sistema de salud pública de la Corporación de Salud del estado Mérida CORPOSALUD, subordinado en distritos sanitarios. Tovar por su parte constituye la cabecera del "Distrito Sanitario Tovar", junto con los municipios: Rivas Dávila, Zea, Antonio Pinto Salinas y Guaraque.
Tovar cuenta con una modesta pero eficiente red de salud pública y privada, encabezada por el Hospital tipo II "San José", en donde funciona la jefatura del Distrito Sanitario Tovar, así como las coordinaciones de Epidemiología y Malariología, de igual manera cuenta con una de las 3 unidades de Medicina Forense del estado. Los principales centros de salud existentes son:

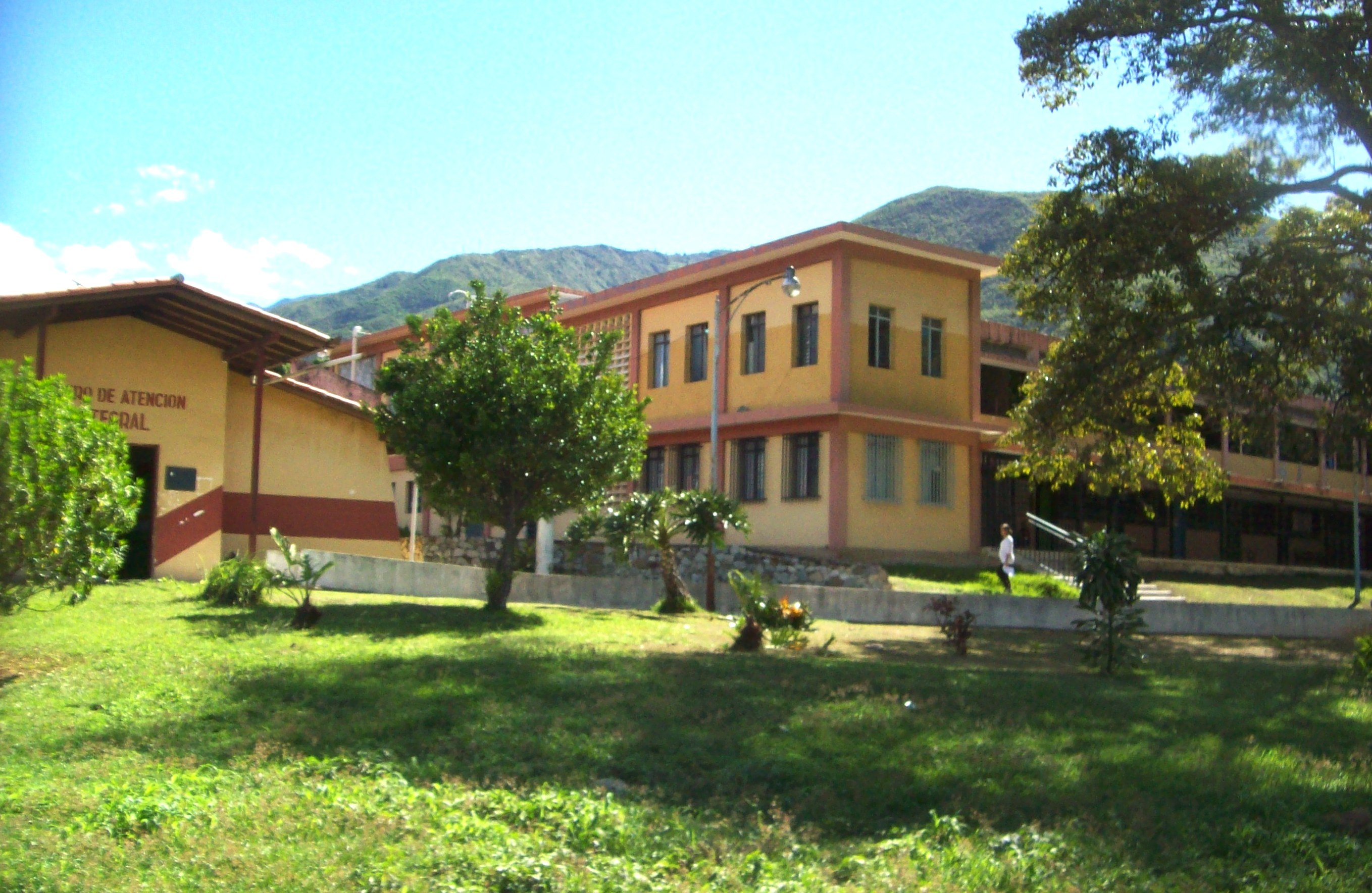
Vista del Hospital tipo II San José de la Ciudad de Tovar, principal centro de salud del Valle del Mocotíes

### Sistema Público
• Hospital tipo II "San José"
• Ambulatorio Urbano tipo I "Centro de Atención Integral"
• Ambulatorio Urbano tipo I "Las Acacías"
• Ambulatorio Rural tipo II San Francisco
• Ambulatorio Rural tipo II El Amparo
• Ambulatorio Rural tipo II El Peñón
• Ambulatorio Rural tipo I Pata de Gallina
• Ambulatorio Rural tipo I San Pedro
• Ambulatorio Rural tipo I El Carrizal
• Ambulatorio Rural tipo I Mariño

### Sistema Privado
• Grupo Médico Roa S.R.L. (Hospitalización)
• Centro de Especialidades Médicas C.A. (Hospitalización)
• Policlínica Tovar(Hospitalización)
• Centro Médico Profesional "Sabaneta" (Unidad de diálisis)
• Centro de Imagenología "El Arado"
• Casona "Don Américo" (solo consultas)
• Clínica Santa Marta (solo consultas)
• Clínica San Martín de Porras (solo Consultas)

### Sistema Mixto
• Centro Médico Odontológico Tovar del IPASME Nacional (solo Consultas)

## Alcaldes Electos
Esta es un lista de los alcaldes elegidos desde 1989 en el Municipio Tovar:
| Período   | Alcalde electo           | Partido/Alianza | % de votos | Notas                                                                                                 |
| --------- | ------------------------ | --------------- | ---------- | --- |
| 1989-1993 | Orger Roa                | COPEI           | 25,32      | Primer alcalde electo                                                                                 |
| 1993-1995 | Orger Roa                | COPEI           | 43,57      | Reelecto                                                                                              |
| 1995-1998 | Marcos Valero Romo       | AD              | 55,04      | |
| 1998-2000 | Marcos Valero Romo       | AD              | 52,10      | Período sustituido debido a la aprobración de la Constitución de 1999                                 |
| 2000-2004 | Rubén Morales            | (MVR/PP)        | 42,56      | |
| 2004-2008 | Yván Pulitti             | (MVR/PP)        | 52,13      | Se postula sustituyendo a su recién asesinado hermano el 08 de mayo de 2004                           |
| 2008-2013 | Lizandro Morales Márquez | (AD/MUD)        | 51,22      | Su periodo se prolongo 1 año más debido a la postergación de elecciones municipales por el CNE        |
| 2014-2017 | Yván Pulitti             | (PSUV/GPP)      | 48         | Reelecto luego de un periodo de 5 años                                                                |
| 2018-2021 | Luis Márquez             | (AD/MUD)        | 53,66      | Séptimo Alcalde bajo elecciones directas, electo por la alianza de partidos COPEI, MAS, GI, AGEN y AP |
| 2022-2025 | Yván Puliti              | (PSUV/GPP)      | 42         | Al igual que en 2013, Puliti resulta electo por tercera vez tras la división de las filas opositoras  |

## Ciudades hermanas
La ciudad de Tovar está hermanada con 8 ciudades venezolanas.
- Colonia Tovar, Venezuela
- Mérida, Venezuela
- El Vigía, Venezuela
- Santa Barbara del Zulia, Venezuela
- Táriba, Venezuela
- Trujillo, Venezuela
- Valera, Venezuela

- Mar del Plata, Argentina